# Bitwa o wyspę Saint Lucia
Bitwa o wyspę Saint Lucia – operacje desantowe  i bitwa morska u brzegów wyspy w grudniu 1778, w czasie wojny o niepodległość Stanów Zjednoczonych, zakończone zdobyciem wyspy przez siły brytyjskie adm. Barringtona i gen. Jamesa Granta. 
W listopadzie 1778 eskadra angielska (5 okrętów liniowych komodora Williama Hothama i transportowce z 5 tys. żołnierzy) wyruszyła z Nowego Jorku na Barbados. W tym samym czasie eskadra francuska adm. Charlesa Henri d’Estainga (12 okrętów) wyruszyła z Bostonu; obie floty płynęły równolegle nie wiedząc o swoim istnieniu, aż 25 listopada d’Estaing przechwycił jeden z brytyjskich transportowców. Nie znając dokładnego celu brytyjskiej eskadry, skierował się najpierw ku wyspie Antigua.
Hotham połączył się na Barbadosie z adm. Samuelem Barringtonem, który natychmiast wyruszył ku francuskiej wyspie Saint Lucia. 13 grudnia wysadzili na wyspie desant, który opanował nadbrzeżne baterie, a następnego dnia, działając szybko i energicznie, także stolicę wyspy. Dużo słabszy francuski garnizon wycofał się w głąb wyspy. Brytyjczycy ustawili baterie dział, okopując się na lądzie w pobliżu wejścia do zatoki Grand Cul de Suc. Równocześnie, Barrington, ostrzeżony o nadciągającej eskadrze d’Estainga, przygotował się do obrony, ustawiając okręty w linię w poprzek wejścia do zatoki, ze skrzydłami chronionymi przez nadbrzeżne baterie, a transportowce kotwicząc w głębi, za linią obronną. 
15 grudnia o godz. 11.30 okręty francuskie zaatakowały eskadrę brytyjską. Francuzi przepłynęli wzdłuż szyku angielskiego, ale wymiana ognia była mało skuteczna (3 zabitych po stronie brytyjskiej, minimalne straty po francuskiej). D’Estaing wysadził następnie desant (7 000 ludzi) na północ od pozycji angielskich. 18 grudnia oddział francuski pod osobistym dowództwem  D’Estainga zaatakował pozycje angielskie, ale po trzech szturmach i stracie 41 oficerów i 800 żołnierzy rannych i zabitych, wycofali się. Francuski admirał czekał jeszcze czas jakiś na silniejszy wiatr, który pozwoliłby mu zaatakować eskadrę brytyjską, ale Barrington zwarł mocniej szyk i osłonił flotę bateriami ciężkich dział zdjętych z okrętów, co spowodowało, że Francuzi zrezygnowali i 29 grudnia odpłynęli z wyspy. Garnizon francuski skapitulował następnego dnia. Wyspa pozostała w rękach brytyjskich do końca wojny, zapewniając wygodne kotwicowisko, nieodległe (30 mil) od głównej angielskiej bazy, Port Royal.